# (32958) 1996 HU24
1996 HU24 (asteroide 32958) é um asteroide da cintura principal. Possui uma excentricidade de 0.07881830 e uma inclinação de 7.38900º.
Este asteroide foi descoberto no dia 20 de abril de 1996 por Eric Walter Elst em La Silla.